# Nationalstraße 205 (China)
Die Nationalstraße 205 (chinesisch 205国道, Pinyin 205 Guódào, englisch China National Highway 205), chin. Abk. G205, ist eine 3.160 km lange, in Nord-Süd-Richtung verlaufende Fernstraße im Osten Chinas in den Provinzen Hebei, Shandong, Jiangsu, Anhui, Zhejiang, Fujian und Guangdong sowie auf dem Gebiet der regierungsunmittelbaren Stadt Tianjin. Sie führt von der Küstenstadt Qinhuangdao über Tangshan, Tianjin, Huanghua, Binzhou, Zibo, Linyi und Huaian in die Metropole Nanjing. Von dort führt sie weiter über Wuhu, Huangshan, Jiangshan, Nanping, Sanming, Meizhou, Heyuan und Huizhou in die Metropole Shenzhen.